# Christliche Mission in Indien
Die christliche Mission in Indien entwickelte sich parallel mit der Kolonialisierung durch die Portugiesen.

## Kolonialzeit
Mit der päpstlichen Bulle Romanus Pontifex wurde den Portugiesen 1455 das Patronat für die Missionierung neuer Länder hinter Afrika übertragen. Gleichzeitig wurde den Portugiesen ein Handelsmonopol für diesen Raum gewährt. Nachdem Vasco da Gama 1498 den Seeweg nach Indien entdeckt hatte, betrieben die Portugiesen zunächst nur Handel mit Indien. Die Gouverneure Portugiesisch-Indiens hielten sich mit der Bekehrung Andersgläubiger zurück, da sie von den Konflikten zwischen Moslems und Hindus profitierten. Außerdem legten viele Beamte keinen Wert auf eine kirchliche Autorität, die ihre Aktionen kritisieren oder sogar weitermelden könnten.
Goa, die „Hauptstadt des Christentums“ in Asien, hatte 1514 vier Kaplane und einen Generalvikar, die für den Eigenbedarf der Portugiesen zuständig waren. Die Kleriker wurden kritisiert, weil manche öffentlich mit Konkubinen zusammenlebten und mehr um ihre Handelsgeschäfte als um das Seelenheil besorgt waren.
Die Portugiesen verwehrten ausländischen Geistlichen den Zugang nach Asien. Als persönliche Abgesandte des Papstes aus Italien in Goa eintrafen, wurden diese verhaftet und nach Europa zurückgebracht. Schließlich wurde der portugiesische König Johann III. (João III.) von katholischer Seite daran erinnert, dass Portugal die Ausbreitung des Glaubens versprochen hatte. Ihm wurde angedroht, dass der Osten für alle katholischen Europäer geöffnet wird, wenn er nicht seiner Verpflichtung nachkommt. Daraufhin proklamierte der König die Epoche der forcierten Missionierung Asiens und schickte um 1540 Mitglieder des neu gegründeten Jesuiten-Ordens nach Goa, welche so schnell wie möglich sehr viele Ungläubige taufen sollten. Viele Jesuiten waren Ausländer, die sich per Eid dem portugiesischen Patronat unterwarfen. Der bekannteste unter ihnen war Francisco de Xavier, welcher 1542 in Goa eintraf.
Der König verpflichtete die koloniale Verwaltung, die Missionierung mit eigenen Maßnahmen zu unterstützen. Zunächst musste jeder Portugiese in den Kolonien seine Sklaven taufen lassen. Dann wurde ein abgestufter Maßnahmenkatalog entwickelt. Arme wurden in Notzeiten mit Reis versorgt, wenn sie sich taufen ließen. Feudalherren und Herrschern in Indien wurde militärische Unterstützung angeboten. Den Neubekehrten der Mittelschicht wurden Positionen in der Verwaltung angeboten und die Steuern erlassen. Auch Teile des Handels wurden zum Privileg der Christen erklärt. Durch diese staatliche Unterstützung konnten die Priester Massentaufen durchführen. Aber viele „Reischristen“ blieben nur so lange bei ihrem neuen Glauben wie sie Nahrungsmittel brauchten.
Die Missionierung der einheimischen Herrscher war nur teilweise zufriedenstellend. Vor allem diejenigen mit dem wenigsten Einfluss hatten sich zum Christentum bekehrt, da sie sich hiervon die größten Vorteile ausrechneten. Durch die Christianisierung der Herrscher kam Portugal in eine Protektorenrolle, die sehr gefährlich und meistens nicht profitabel war. Deswegen haben die Vizekönige von Goa diese Form der Unterstützung bald aufgegeben.
Am effektivsten war die Missionierung des Mittelstandes. Wer einen guten Posten bei den Portugiesen hatte, ließ auch seine Kinder taufen. Aber viele hatten aus Opportunismus den christlichen Glauben angenommen und waren in Wahrheit stärker ihrer alten Religion als dem Christentum zugetan.
Da die Missionare die Reinheit ihrer Lehre gefährdet sahen, bat Francisco de Xavier im Jahre 1545 den König von Portugal, die Heilige Inquisition nach Indien zu schicken, welche 1554 auch dort eintraf. Die Portugiesen verboten die traditionelle Witwenverbrennung. Die Konsolidierung Goas fand erst durch den portugiesischen Minister Marquês de Pombal statt, welcher die katholischen Privilegien abschaffte und 1774 auch die Inquisition in Goa beendete. Nach dem Sturz Pompals im Jahre 1777 wurde die Inquisition nochmals in abgeschwächter Form eingerichtet.

## Evangelische Mission
Der erste deutsche evangelische Missionar in Indien war Bartholomäus Ziegenbalg (1682–1719), der im Rahmen der Dänisch-Halleschen Mission durch August Hermann Francke nach Tranquebar (das heutige Tharangambadi in Tamil Nadu) entsandt wurde. Ab 1882 waren im Koraput-Distrikt (im Süden des heutigen Orissa) Missionare der Schleswig-Holsteinischen evangelisch-lutherischen Missionsgesellschaft zu Breklum tätig. Ebenso bekannt ist Friso Melzer (1907–1998).
Im angelsächsischen Sprachraum ist vor allem William Carey (1761–1834) bekannt. Der Gründer der englischen baptistischen Mission ließ sich in Bengalen nieder, das damals ebenso von den Briten besetzt war.
Immer wieder wurden auch Missionare umgebracht, vereinzelt selbst heute noch wie die australische Missionarsfamilie Staines im Januar 1999 in Orissa. Viele Missionare und ihre Nachkommen haben das indische Spitalwesen wesentlich vorangebracht, wie etwa Paul Wilson Brand (1914–2003), der in der Leprologie bedeutende Entdeckungen machte.
Die meisten in Indien wirkenden evangelischen Missionare sind Inder. Zu den international bekannten Missionaren gehören etwa Sundar Singh (1888 bis ca. 1929) und Bakht Singh (1903–2000).

## Unter britischer Herrschaft
Bis zum Beginn des 19. Jahrhunderts unterband die britische East India Company jegliche christliche Missionierung in Indien. Der Parlamentarier William Wilberforce (1759–1833) setzte gegen den Einfluss der East India Company auf die Beteiligung der Bürger bei der Meinungsbildung. In insgesamt 837 Petitionen, die fast eine halbe Million Briten unterzeichneten, wurde dem britischen Parlament vorgeschlagen, die 1793 anstehende Erneuerung der British East India Company's Charter so zu gestalten, dass die East India Company zur Entsendung von Lehrern und Diakonen verpflichtet würde. Das Anliegen scheiterte zunächst an der erfolgreichen Lobbyarbeit der Direktoren der Kompanie. Diese fürchteten, dass die Hinwendung zum Christentum die in Indien bestehenden Machtstrukturen gefährden und damit ihre wirtschaftlichen Interessen beeinträchtigen könnte.
1833 verlor die Kompanie ihr Handelsmonopol. Im Jahr 1858 verlor die Kompanie ihre Verwaltungsfunktion an die britische Regierung, nachdem ihre indischen Soldaten 1857 meuterten.
Dies geschah mit dem Government of India Act 1858, den das britische Parlament am 2. August 1858 unter dem Einfluss von Palmerston verabschiedete. Kernpunkte des Gesetzes waren:
- die Übernahme aller Territorien in Indien von der Ostindien-Kompanie, die zugleich die ihr bisher übertragenen Macht- und Kontrollbefugnisse verlor.
- die Regierung der Besitzungen im Namen der Königin Victoria als Kronkolonie. Es wurde ein Secretary of State for India an die Spitze der behördlichen Verwaltung gestellt.
- die Übernahme allen Vermögens der Gesellschaft und das Eintreten der Krone in alle zuvor geschlossenen Verträge und Abmachungen.

Durch den East India Stock Dividend Redemption Act wurde die Kompanie am 1. Januar 1874 aufgelöst.